# Central hidroelèctrica de Talarn
La Central hidroelèctrica de Talarn és una central al terme municipal de Talarn, a la comarca del Pallars Jussà. És una central hidroelèctrica d'acumulació de l'aigua procedent del riu Noguera Pallaresa embassada al pantà de Sant Antoni. Els elements bàsics del disseny són una presa de formigó i de gran alçària que dona a l'embassament la major capacitat possible, la central hidroelèctrica a peu de presa i un sobreeixidor lateral per evacuar les aigües sobrants, tot amb l'objectiu d'aprofitar integralment el cabal del riu. Aquest disseny es repetiria posteriorment a la central de Camarasa.
Les obres de construcció van començar el novembre de 1911, els quatre grups de turbines van entrar en servei al llarg de l'any 1916 i les obres es van acabar de forma definitiva el 1926. Actualment és operada per Endesa i a data d'avui (2020) la central continua operativa; la posada en marxa, aturada i control es fa des del centre de control i gestió hidràulica de Lleida. Pot passar d'estar aturada a produir electricitat en tres minuts i mig, el que fa que la central sigui molt adient per atendre pics sobtats de demanda.
L'empresa Riegos y Fuerzas del Ebro, filial de la Barcelona Traction, construí la central a partir de les concessions d'aprofitament hidràulic del riu Noguera Pallaresa obtingudes originalment per Domènec Sert i Badia. Fou el primer gran embassament que es construí a Catalunya i en el moment de la construcció la presa de retenció d'aigua, de 84 metres, era la més alta d'Europa i la quarta del món. La magnitud de les obres, les dificultats tècniques i econòmiques que s'hagué d'afrontar per construir-la convertiren la construcció en un referent de l'enginyeria hidràulica. Actualment (2025) l'embassament de Sant Antoni és la superfície d'aigua dolça en profunditat més gran de Catalunya i la tercera més extensa.
El desguàs de la central de Talarn desemboca directament en el canal de Gavet, conducció que duu l'aigua fins a la cadena de salts formada per la central hidroelèctrica de Reculada, la central hidroelèctrica de Terradets i la central de Camarasa.

## Concessions hidroelèctriques
Obtenir les concessions d'aprofitament hidroelèctric era el primer pas necessari per a construir les centrals hidroelèctriques. Inicialment la Barcelona Traction va intentar comprar la concessió a l'Ebre a l'altura de Faió que era en mans de Ignasi Coll i Portabella i Julio Bielsa Perun, però com demanaven un preu exagerat, Frederick Stark Pearson, màxim responsable de la Barcelona Traction va trobar l'alternativa quan va adquirir el 1911, la concessió del Noguera Pallaresa que tenia Domènec Sert. Aquesta concessió seria aprofitada per a la construcció de les centrals hidroelèctriques de central hidroelèctrica de Talarn i la central auxiliar a Sossís, i les centrals de Reculada, Terradets i la central de Camarasa.
La concessió, tal com va ser adquirida a Domènec Sert, contemplava un únic salt al final de la Noguera Pallaresa, a la confluència amb el Segre.

## Les reaccions de la comarca

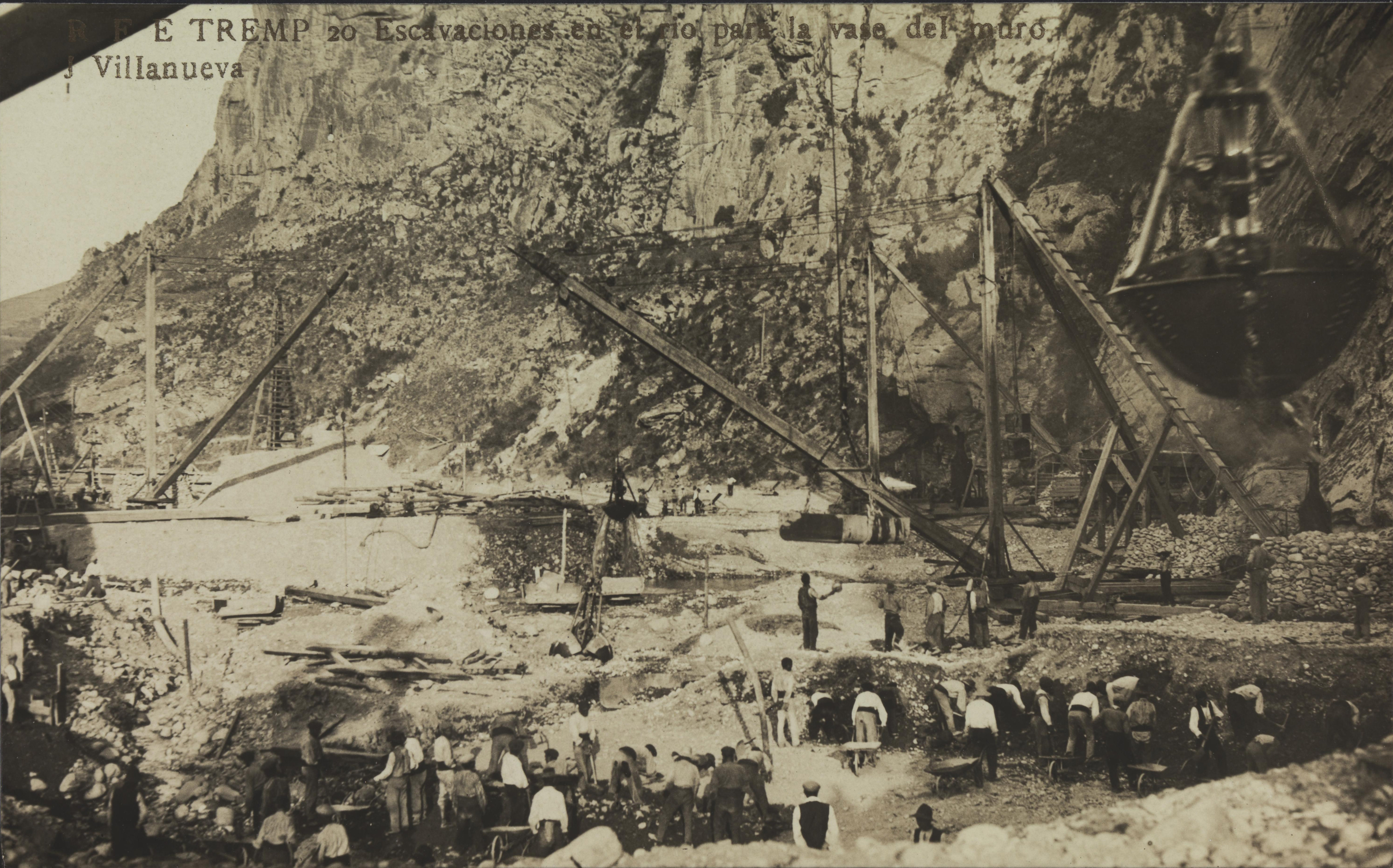
Treball a la llera del Noguera Pallaresa a Susterris per a la construcció de la presa

Si bé inicialment la pretensió de Riegos y Fuerzas del Ebro únicament era la construcció de la presa de Sant Antoni, la central hidroelèctrica i un canal industrial que creués de nord a sud la Conca de Tremp i la serra del Montsec fins a Camarasa, les pressions del territori aconseguiren millores que beneficiaren el desenvolupament econòmic i s'acordà amb l'empresa un projecte de nous regadius i la disponibilitat d'energia elèctrica per als municipis de la comarca.
El 30 de novembre de 1911 es creà la Junta de Defensa formada pels representants del municipis limítrofs amb el riu Noguera Pallaresa i pels màxims dirigents polítics de la comarca amb l'objectiu d'unificar les peticions presentades pels diferents municipis que es consideraven afectats per les obres de la central hidroelèctrica.
El 3 de desembre de 1911 Carles Montañés, en nom de la Barcelona Traction Light & Power Co Limited explica a la Junta el projecte que estaven elaborant i els invita a que formulin les seves peticions. El 8 de desembre es va celebrar a Tremp un gran míting amb diputats, alcaldes, entitats econòmiques, culturals i veïns de tots els pobles.
Les contrapartides que oferí la societat Riegos y Fuerzas del Ebro es concretaren en diferents convenis oficials legalitzats davant notari, signats per l'empresa i els respectius col·lectius afectats. El 2 de juny de 1912 es signà l'acord amb 18 municipis pel subministrament d'enllumenat i força motriu, el 9 de juny amb l'Associació de Regants Riberencs del Noguera Pallaresa a la Conca de Tremp per l'ús dels canals de rec i l'aigua que els havia d'abastar i el tercer amb l'Ajuntament de Tremp per l'abastament d'aigua potable a la ciutat.
La població de Sant Miquel d'Aramunt i tot el seu terme municipal quedava per sota de les aigües de l'embassament, i va oposar-ser a la declaració d'Utilitat Pública del projecte, no per estar-hi en contra, sinó com a mesura de pressió per obtenir una compensació monetària més elevada.
Dintre dels esforços per fomentar un visió positiva del projecte per part de les instàncies de poder de la comarca, quan el 1913 Pearson visità les obres, feu una donació de 100.000 pessetes per a la restauració de l'orgue barroc de l'església de Santa Maria de Valldeflors de Tremp.

## Construcció

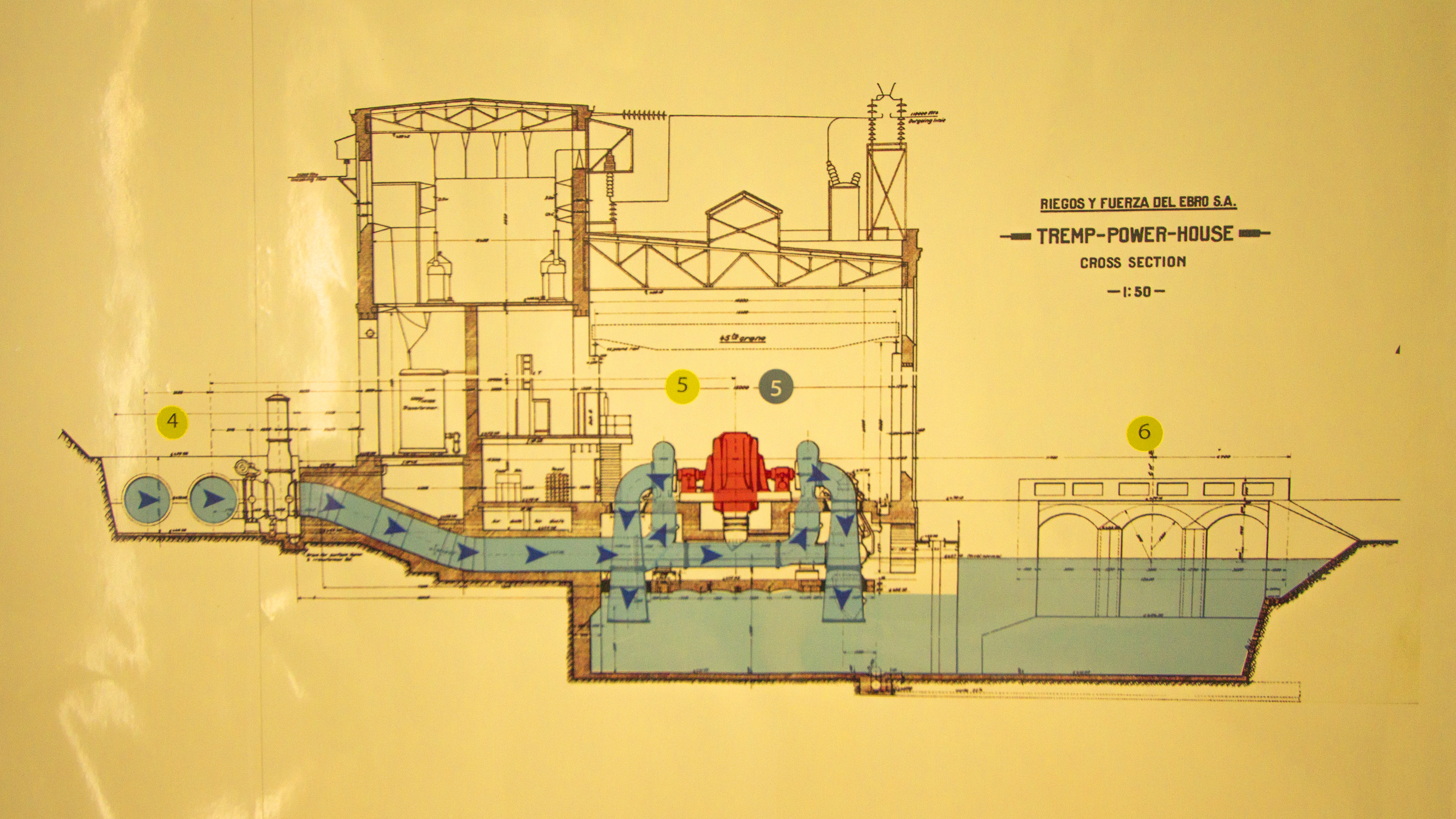
Secció de la sala de turbines de la central

L'estimació del cost total de les obres va ser d'uns 40 milions pessetes (aproximadament 178 milions d'euros el 2020). El director de les obres fins l'aturada produïda per la Primera Guerra Mundial va ser l'enginyer Frederick William Abbot, que tenia la residència a Lleida, des d'on dirigia també les obres del canal de Seròs i la corresponent central hidroelèctrica.

### Canvis en el projecte
El disseny inicial de la Barcelona Traction era, mantenint un únic salt al final del riu, substituir la presa de derivació i la primera secció del canal entre la Pobla de Segur i l'estret de Susterris per un gran embassament de 230 Hm3 que serviria per regularitzar el cabal variable de riu i com a reserva d'aigua durant l'estiatge. L'elecció de l'estret de Susterris com a lloc per construir la presa fou degut per la gran capacitat d'emmagatzematge aigües amunt, el cost de construcció i expropiació proporcionalment menor respecte altres emplaçaments i que el volum de l'aigua que s'havia de desviar per regadiu era una fracció menor del cabdal total del riu. Es va projectar la presa de Sant Antoni de Talarn i un canal de 50 kilòmetres de llargària que transcorria pel marge dret de la Noguera Pallaresa, creuant-la cap a l'esquerra al seu pas pel Congost de Terradets i s'obtenia un salt de 201,68 metres d'alçària amb una potència de 80.000 C.V. a la confluència dels rius Noguera Pallaresa i Segre, al terme de la la Maçana, poblet prop de Camarasa. El mes de novembre de l'any 1911 començaren els treballs d'estudis topogràfics i construccions que es podien incloure dins el projecte de Domènec Sert aprovat l'any 1910, com és el canal industrial en algun del seus diferents trams, així com la central hidràulica de Sossís, central auxiliar que havia de produir l'electricitat necessària per construir la central principal.
El mes de novembre de 1912, un cop aprovat el projecte per part de l'administració, es va iniciar la construcció del canal de derivació de les aigües del Noguera Pallaresa. Però en la construcció del canal es van trobar amb greus dificultats en les proximitats dels pobles de Puigcercós i Guàrdia de Noguera, atès que el terra era de mala qualitat, la qual cosa no sols dificultava les obres sinó que també n'encaria el seu manteniment futur. Malgrat la inversió feta, les obres s'aturaren i es replantejà el projecte sencer. El nou plantejament tornava a dividir el projecte en tres parts, i el canal per on passaria l'aigua per alimentar les preses inferiors es canviava del marge dret del riu a l'esquerra, on semblava que el terra era de millor qualitat.
L'octubre de 1913 l'administració va aprovar la modificació del projecte, que dividia la concessió en tres parts. La construcció segons el nou projecte s'inicià l'11 de gener de 1914. però l'agost d'aquell mateix any les obres es paralitzaren per l'esclat de la Primera Guerra Mundial. El juliol de 1915 la construcció es reprengué, i a principis de 1916 es començà a emmagatzemar aigua i l'embassament s'acabà d'omplir el mes de maig del mateix any. La construcció del mur de la presa del pantà de Sant Antoni va trigar 33 mesos, 23 de treball efectiu i 10 d'aturada provocada per la Primera Guerra Mundial.

### Vies de comunicació

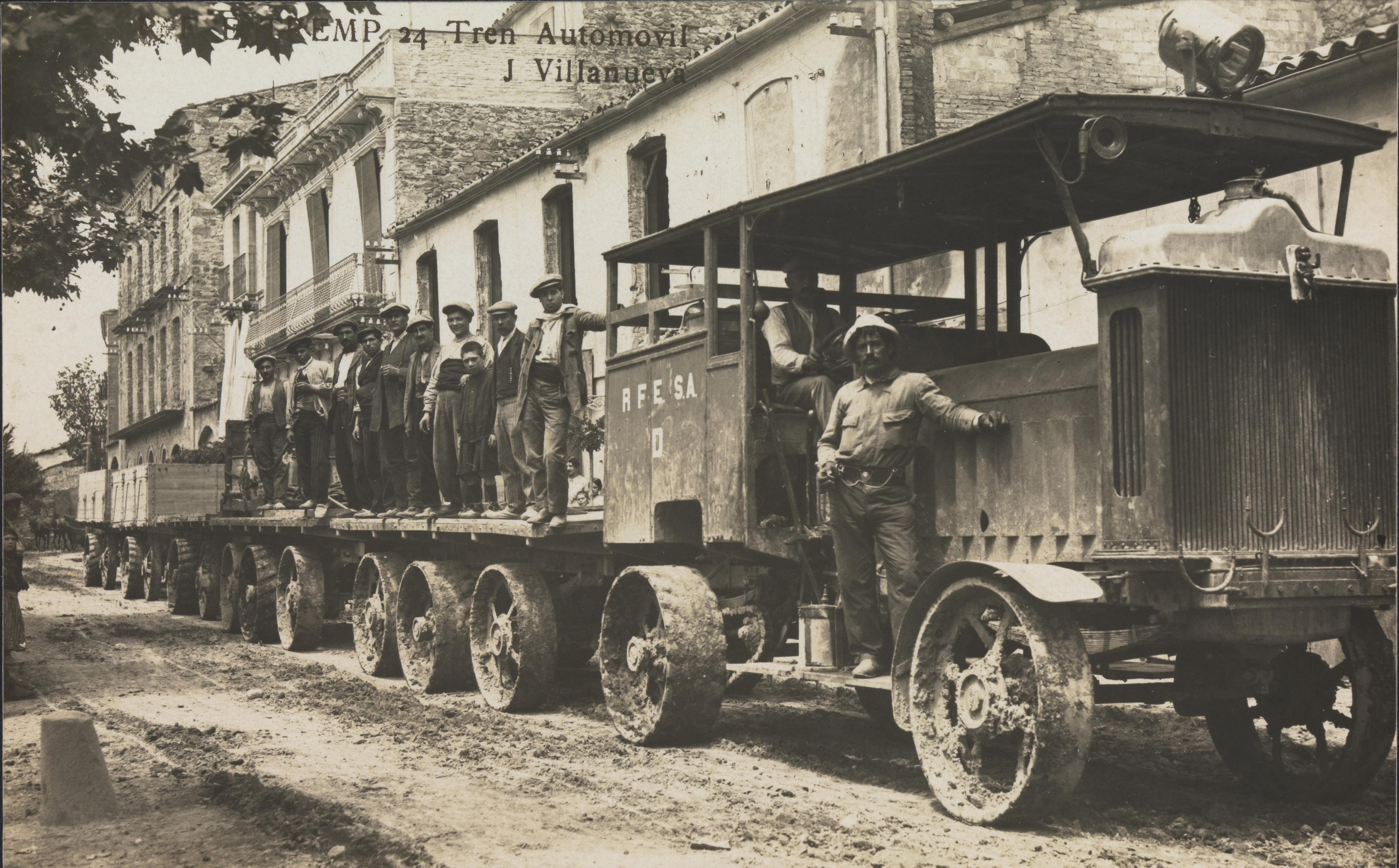
Tren Renard – Tractora Daimler, amb els 4 remolcs Renard, a Tremp.

L'estació de tren més propera estava situada a 86 quilòmetres de distància, fet que provocà que el subministrament de materials per a la construcció de la central de la Talarn fos difícil. L'últim tram del transport de totes les persones i mercaderies s'hagué de fer per carretera. El transport del ciment i de la petita maquinària es feu per carro, arribant a caldre fins a 30 cavalls per vehicle. Per transportar els components més pesats de fins a 6 tones s'usaren camions. Per les peces de fins a 20 tones s'utilitzaren trens de vehicles, també coneguts com a trens Renard amb motor d'explosió interna. El mal estat de les carreteres provocava que el viatge fos molt llarg i perillós per a persones i mercaderies.
El diputat Josep Llari i Areny, el qual va desenvolupar un paper important a favor del projecte, alertava del mal estat de la carretera d’Artesa de Segre a Tremp i telegrafiava al ministre de Foment per tractar d'accelerar les obres. Per poder tenir un accés més directe, Riegos y Fuerzas del Ebro s'encarregà de construir el tram de 8 quilòmetres que faltava a la carretera entre Balaguer i Tremp en el seu pas pel congost de Terradets. El camí que hi havia era un antic camí medieval suspès a la roca. La construcció fou duta a terme en el primers mesos de 1912 i fou enllestida en menys d'un any, en contraposició als 5 que l'estat espanyol havia previst. Dels 3 ponts construïts, a l'any 2020 n'hi ha dos que encara estan en ús, el de les Bagasses i el del barranc del Bosc. Mentre durà la construcció de la central de Talarn, l'ús era exclusiu pel trànsit de la companyia.
Un cop oberta la nova carretera, el transport usava la via de tren de la línia entre Barcelona i Madrid fins a Mollerussa, on es feia transbord al tren de via mètrica de la Sucrera de Menàrguens fins a Balaguer. Per carretera es pujava el Port d'Àger i es seguia per la nova via del congost de Terradets i finalment Tremp. Per transportar materials dintre de l'obra, es va construir una petita xarxa de ferrocarrils portàtils, estesa amb ample de via mètric i servida per locomotores de vapor. També es construí un sistema de dos cables aeris.
El pas constant de vehicles molt pesants per les carreteres del Pallars provocà que aquestes estiguessin contínuament en mal estat, fins al punt que en èpoques de pluja fos impossible circular-hi. Aquest fet provocà en determinats moments la manca de productes de primera necessitat que arribaven de fora de la comarca.

### Increment de la població

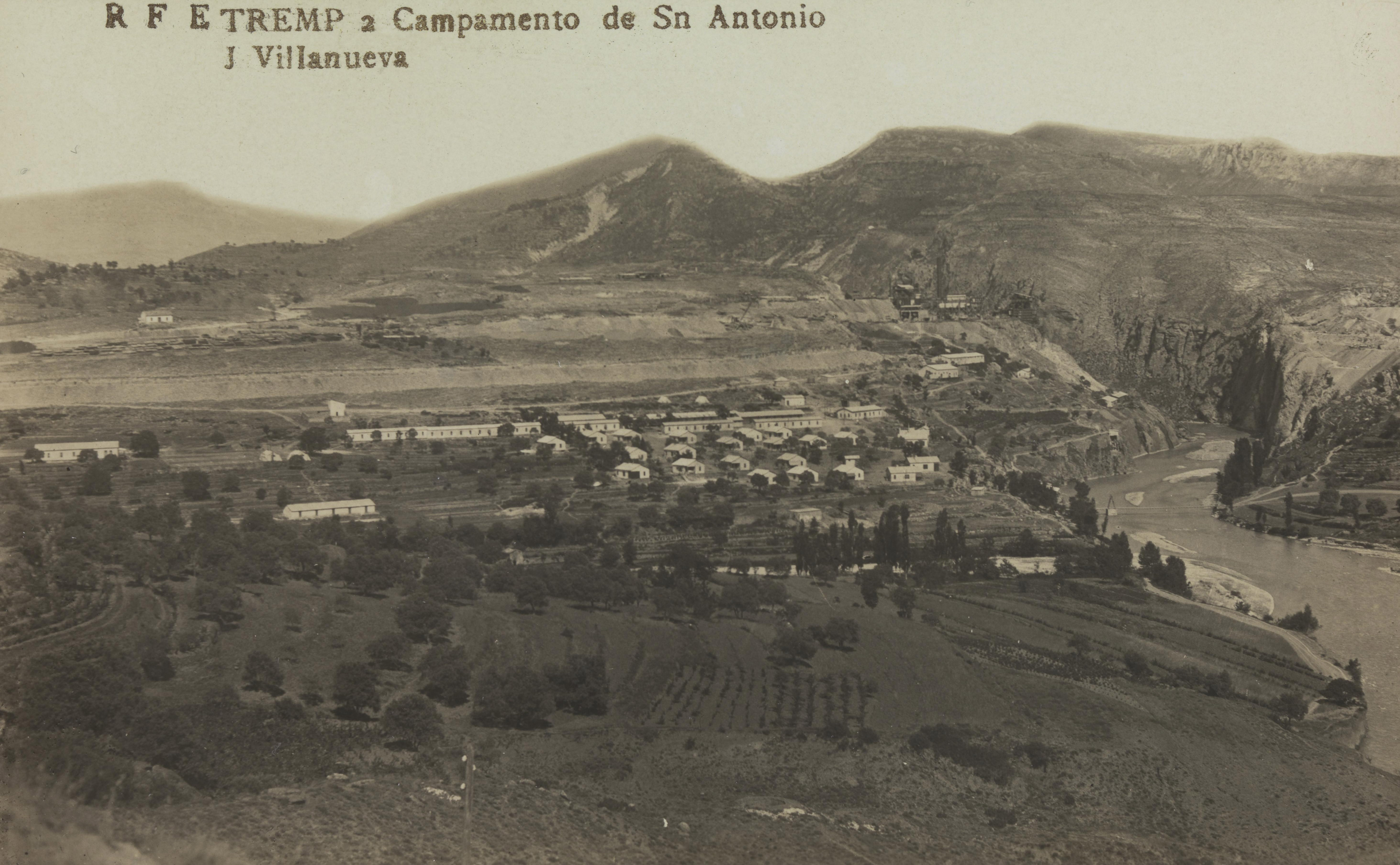
Campament i fàbrica de ciment per a la construcció de la presa. A la dreta, estret de Susterris

La necessitat de mà d'obra va provocar una forta immigració a la conca de Tremp. S'estima que l'increment de població va esser entre 6.500 i 10.000 persones, en uns temps en els quals la població de la comarca era d'uns 12.000 habitants. Un grup petit de nouvinguts eren tècnics procedents de diversos països europeus, molts dels quals havien treballat en la construcció del canal de Panamà. El grup més nombrós procedia d'Espanya, buscant una millora en la seva situació. L'increment de demanda d'habitatge va provocar un augment desmesurat dels preus, arribant l'increment en alguns casos al 100%.
La immigració amb menys poder adquisitiu va acabar vivint en llocs insalubres, fins i tot en corrals, cabanes i pallers, a més d'eres, bordes i quadres. Una epidèmia de verola iniciada el juliol de 1912 a Tremp va fer paleses les deficients condicions higièniques. Malgrat que es posaren en marxa algunes mesures per combatre-la, a principis de 1916 es repetí una altra epidèmia de verola. El gran increment de població masculina va provocar l'obertura de nombrosos prostíbuls. Se n'han documentat 17 a Tremp i 4 a Pobla de Segur entre 1913 i 1936.

### Les condicions laborals
Les condicions laborals dels obrers en la construcció de la central de Talarn, que en la seva majoria procedien de l'Aragó, Múrcia i València, tenien un alt grau de penositat: es treballava a la intempèrie en tota mena de condicions meteorològiques, les jornades eren de deu hores allargades pels recorreguts a peu fins a arribar a la feina, sovint es treballava en diumenge i s'aplicaven poques mesures de seguretat laboral. La manca de seguretat va causar una gran sinistralitat. Entre 1912 i 1917, es comptabilitzaren un mínim de 30 morts per accidents laborals.
Davant d'aquesta situació els obrers van denunciar les seves circumstàncies a la premsa obrera i van protagonitzar motins i vagues, que en general van acabar amb molt poques millores laborals. La intervenció de la Guàrdia Civil i els contractes laborals que permetien un fàcil acomiadament van propiciar aquest resultat. També cal tenir en compte la poca organització sindical dels obrers en aquella època, que és paral·lela a la fragmentació de les associacions obreres a principis del segle xx.
El 1913 va explotar a Tremp el polvorí on s'emmagatzemaven els explosius, provocant una mort i diversos ferits, a part de danys materials.

### Obres auxiliars

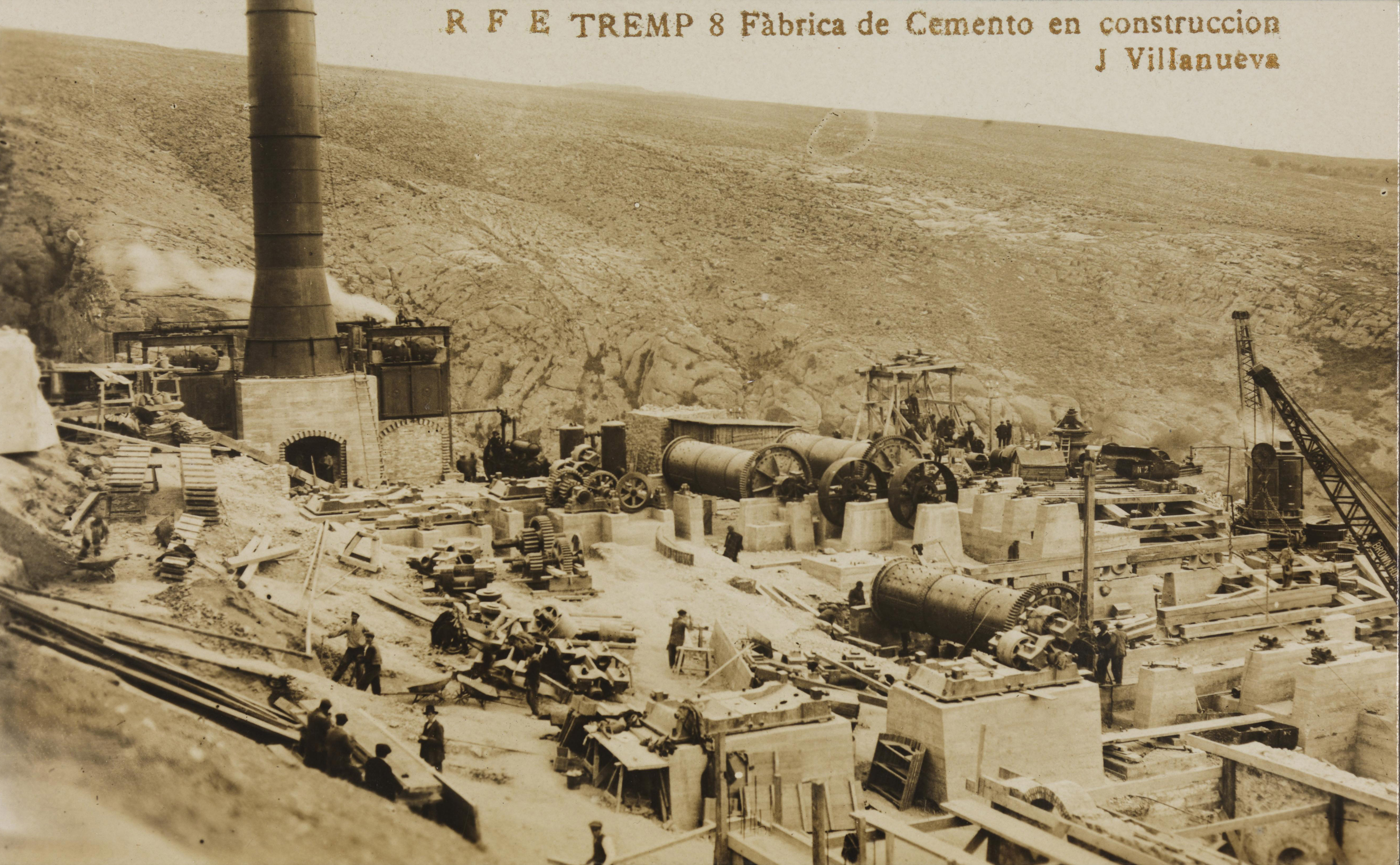
Construcció de la fàbrica de ciment per les obres de la central hidroelèctrica de Talarn

La construcció de les preses i el revestiment de les canalitzacions requeria un total de 120.000 tones de ciment. Per cobrir aquesta necessitat a principis de 1913 es va construir una fàbrica de ciment al costat de l'emplaçament de la presa, la qual produïa 320 tones diàries i estava alimentada elèctricament per la Central hidràulica de Sossís. La cantera estava situada just rere la cimentera. El 1917, quan es van acabar les obres, Riegos y Fuerzas del Ebro es va vendre la maquinària de la fàbrica de ciment a l'empresa Asland que tot seguit la va muntar a Montcada i Reixac, i des d'on va subministrat tot el ciment necessari per la construcció de la presa de Camarasa.
El mes de juliol de 1913 es posà en marxa la central hidràulica de Sossís amb una potència de 1,12 kW, que subministrava energia a la fàbrica de ciment i a les obres de construcció. La presa de Sossís aigües amunt del Noguera Pallaresa desviava l'aigua al canal de Sossís de 3,4 quilòmetres de longitud el qual portava l'aigua fins al depòsit que alimenta la central auxiliar i es formava un salt brut de 20 metres. La central auxiliar estava equipada amb tres turbines dobles que proporcionaven una potència 1.500 CV a 250 revolucions per minut.
La construcció de la presa implicava una gran elevació del nivell de les aigües, fent necessari alçar la carretera existent entre Tremp i La Pobla de Segur. Per aquest motiu el 1916 es construí el pont de la Solana, també conegut com a pont dels Palillos, construït en formigó armat, una innovació en aquella època.

### El disseny de la presa
L’enginyer A.W.K. Billings, directiu de Riegos y Fuerza del Ebro, fou el que dissenyà el projecte de la presa de Talarn, com també el faria posteriorment amb la de Camarasa. La construcció de les preses havia de ser aprovada personalment per l'enginyer responsable provincial del ministeri d'obres públiques. La llei el feia responsable penal en cas que la presa col·lapsés i es produïssin pèrdues de vides humanes i/o propietats. Aquesta regulació va provocar que en l'aprovació del disseny de les preses els tècnics fossin molt conservadors.
Algunes de les preses que va construir Riegos y Fuerza del Ebro van posar a prova les tècniques constructives del moment. El disseny de la presa va haver de ser negociat entre Pearson i la comissió nomenada pel govern espanyol. La presa del pantà de Sant Antoni, finalitzada el 1916, va ser la mes alta d'Europa en el seu moment amb 82 metres d'alçària, només superada per algunes poques preses estatunidenques. Per obtenir l'aprovació legal, en la construcció de la presa de Talarn es va emprar una quantitat major de blocs de formigó que si s'hagués seguit la normativa estatunidenca.

### Aturada de les obres
La Barcelona Traction, Light and Power havia gastat més diners del previstos i l'esclat de la Primera Guerra Mundial a l'agost de 1914 va fer fracassar un pla per fer augmentar els recursos. La guerra va provocar que les obres s'aturin entre l'agost de 1914 i el juny de 1915, quan eren acabats per al 42%, En primer lloc, l'inici de les hostilitats en el mes d'agost de 1914 provocà la partença de tècnics. Els primers que se'n van anar van ser els alemanys, després els de les altres nacions europees. Només els americans hi van romandre.. L'aturada deixà sobtadament sense feina uns set mil obrers. Molts enginyers nord-americans van tornar a Nova York i a Texas. El 30 de novembre de 1914 la Barcelona Traction, Light and Power va suspendre el pagament dels interessos semestrals de les seves obligacions. Un cop l'empresa trobà finançament per reprendre les obres, aquestes continuaren al mes de juny de 1915, però a un ritme més lent. També es ressentí el subministrament de material i el de fil de coure, així com l'augment dels costos del nòlits per a la importació de materials.
El preu de la guerra però, va ser molt alt. El 7 de maig de 1915 Frederick Stark Pearson perdé la vida en l'atac del submarí alemany U-20 al vaixell Lusitania, amb el qual viatjava a Londres per convèncer a inversos britànics per comprar obligacions de la Barcelona Traction i així poder refinançar-la.

### Posada en servei de la central
La central hidroelèctrica està composta per quatre grups de turbines. El primer grup es posà en marxa el 2 de març del 1916, el segon grup l'1 d'abril del 1916, el tercer grup el 4 de setembre del 1916 i el quart grup el 4 de novembre de 1916. L'any 1916 quedava per construir les comportes de desguàs de l'embassament i els canals de rec. L'any 1921 la comissió inspectora del Ministerio de Fomento aprovà la recepció provisional del projecte, encara que quedaven per fer els canals de rec.
En contrast amb la gran quantitat de persones necessàries per construir la central, un cop les obres van finalitzar, només era necessari un petit grup de treballadors. El 1924 hi havia empleades 48 persones.

### Cost de les obres
Segons Horace Field Parshall, conseller delegat de la Barcelona Traction, Light and Power, els costos de la construcció de la central de Talarn foren els següents:
| Concepte                              | Import (en lliures) |
| ------------------------------------- | ------------------- |
| Obres en camins i canals ja existents | 24.860              |
| Presa                                 | 742.380             |
| Central elèctrica                     | 157.460             |
| Edificis                              | 60.030              |
| Equipament hidràulic                  | 60.000              |
| Equipament elèctric                   | 106.850             |
| Equipament divers                     | 3.130               |
| Canal de sortida                      | 9.000               |
| Proves i posada a punt                | 100                 |
| Canals d'irrigació                    | 55.900              |
| Oficines permanents                   | 3.500               |
| Despeses generals i administratives   | 414.670             |
| Terrenys                              | 189.220             |
| TOTAL                                 | 1.827.100           |

A aquests import cal afegir el cost de la concessió hidroelèctrica, que caldria dividir entre Talarn, Reculada, Terradets i Camarasa. Valorada al preu nominal, el seu cost el 1911 va ser de 26.480 lliures esterlines.

## Components de la central

### Conques de captació
El riu Noguera Pallaresa neix al Pla de Beret, a la comarca de la Vall d'Aran, i drena en direcció sud convertint-se en un dels eixos articuladors de la vida a les comarques de Pallars. La superfície de la conca des del naixement del riu fins a Talarn és de 1.931 quilòmetres quadrats. El riu té un cabal mitjà anual de 37,57 metres cúbics per segon, arribant als 55,81 meres cúbics per segon en el seu màxim anual. Un cop passats el pantà de Borén i el pantà de la Torrassa, el primer embassament que es troba en el seu curs és el pantà de Sant Antoni, creat per a la central hidroelèctrica de Talarn. Els afluents principals del riu son, per la marge esquerra, el riu Noguera de Cardós de 30 quilometres de longitud i el Noguera de Vallferrera de 27 quilometres; i per la dreta rep les aigües del riu Flamisell de 32 quilometres de longitud.

### Presa

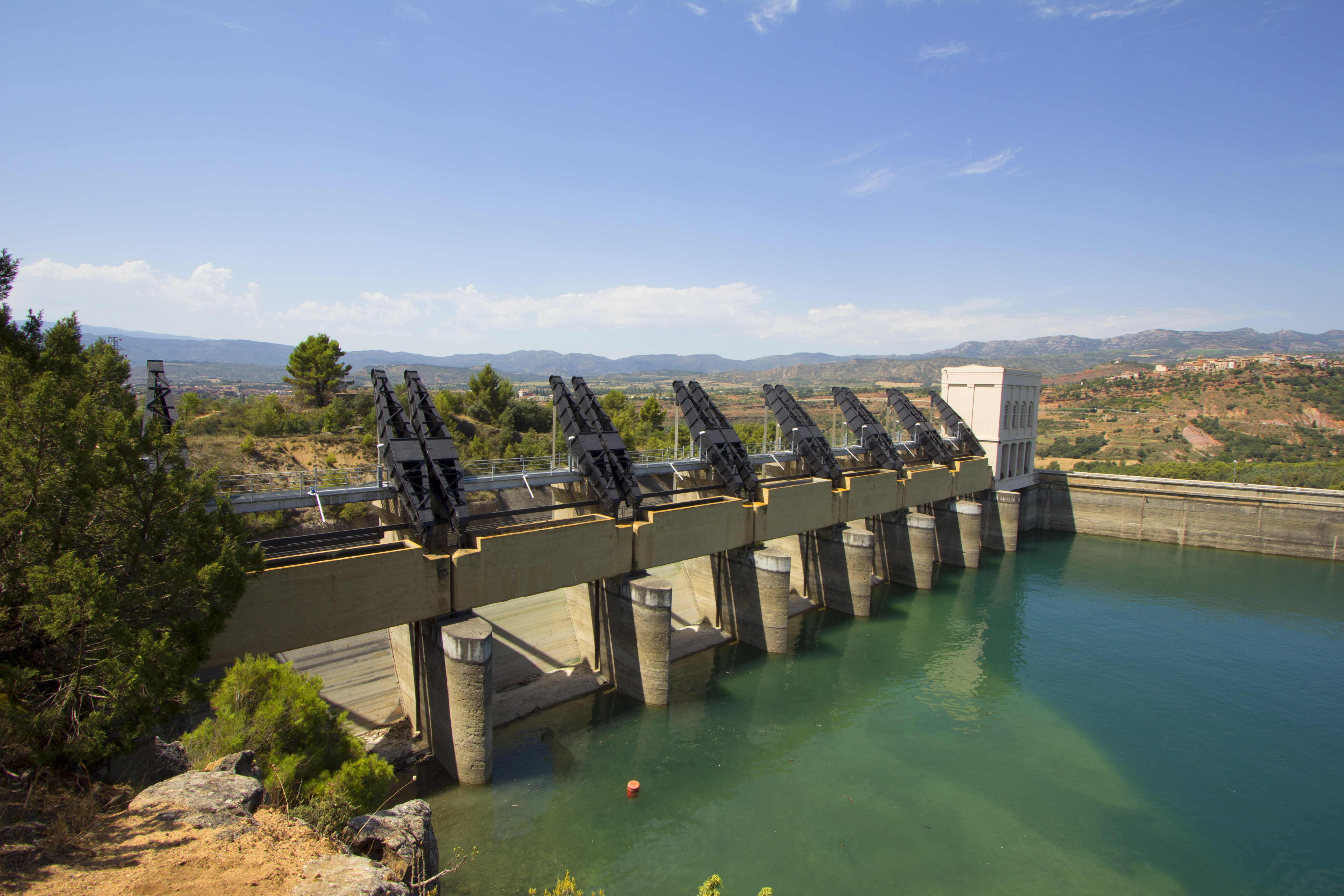
Comportes i sobreeixidor de la presa de Sant Antoni

El mur de la presa està emplaçat en l'Estret de Susterris, i l'embassament ocupa terres dels municipis Talarn, Aramunt, Salàs de Pallars, Orcau, Claverol i la Pobla de Segur. Les variacions pluviomètriques estacionals de la conca i les grans dimensions de l'embassament de Sant Antoni provoquen una forta oscil·lació en la quantitat d'aigua continguda, que pot variar entre els 80 i els 190 hectòmetres cúbics. Per poder assumir aquestes variacions, la central hidroelèctrica pot funcionar amb una variació de cota de 40 metres, entre els 500 i els 540 metres sobre el nivell del mar. Quan l'embassament assoleix la capacitat màxima d'emmagatzematge d'aigua, 197,4 hectòmetres cúbics, ateny una longitud d'onze quilometres, comptats des de la presa fins a Pobla de Segur.
El càlcul del dimensionament de la presa de Sant Antoni va tenir en compte un doble objectiu:
- Abastir d'aigua la central hidroelèctrica de Talarn. Amb aquest propòsit, la capacitat d'emmagatzemament d'aigua per sobre el nivell de les canonades forçades que alimenten la central és de 220 milions de metres cúbics.[11]
- Tenir capacitat per que la central de Seròs al Segre durant l'hivern, quan els Pirineus són coberts de neu. Allò que preocupava no era l'estiatge, assegurat pel desgel de la primavera, sinó l'altre mínim pluvial, que es produeix a l'hivern.[44]

L'altura del mur de la presa és de 84 metres i la longitud en la corona és de 203 metres. El sobreeixidor de la presa està situat a l'esquerra, de forma perpendicular. Disposa de set comportes automàtiques, cadascuna amb una amplada de 10 metres i una alçada de 6 metres que permeten el pas de l'aigua a un ample canal de descàrrega que s'aboca sobre el Noguera Pallaresa. El cabal de pas és de fins a 2.000 metres cúbics per segon, adaptat a la gran variabilitat anual del cabal del riu. El fabricant de les comportes fou l'empresa Societé des barrages automàtiques, de Zurich.
En funció del nivell de l'aigua de l'embassament l'alçada del salt oscil·la entre els 30 i els 70 metres. Entre el punt de filtratge i recollida d'aigua i el massís de roca sobre el que es suporta el mur de la presa, l'aigua circula per una canonada forçada de 4 metres de diàmetre, la qual empalma amb dues canonades de 2,80 metres de diàmetre mitjançant una peça de bifurcació, el gruix de l'acer de la qual oscil·la entre els 20 i els 30 mil·límetres, amb reforços de planxa en el centre. Els tubs d'acer foren fabricats per l'empresa Escher Wyss & Cie, i Després d'un recorregut de 750 metres, les canonades bifurcades arriben al costat de la sala de turbines i cada una d'elles alimenta a dos grups generadors, mitjançant dues canonades de distribució, cada una dirigida a un grup. Cada canonada de distribució té 1,8 metres de diàmetre i està dotada d'una vàlvula de papallona i una vàlvula de comporta accionades hidràulicament, també fabricades per Escher Wyss & Cie.

### Generació

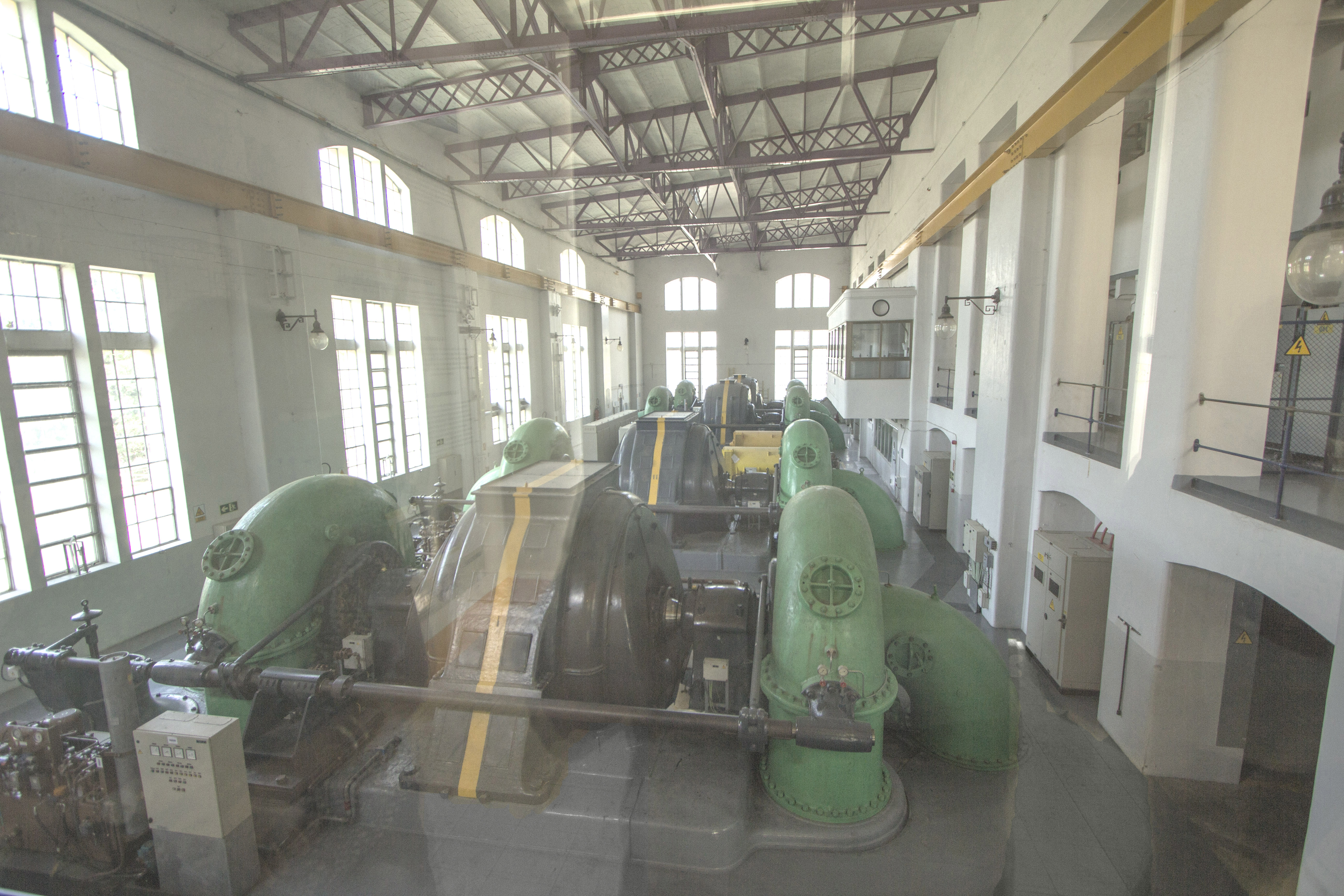
Sala de turbines

La casa de màquines està enllaçada amb la presa d'aigua de l'embassament a través de les dues canonades forçades, cadascuna de les quals alimenta a dos grups hidràulics diferents. Cada grup està format per dues turbines Francis col·locades en paral·lel amb l'alternador al mig. Com que cada alternador ha de treballar sempre a una velocitat constant, 500 revolucions per minut, i que el desnivell del salt és només d'un màxim de 70 metres, cada alternador és accionat per dues turbines.
Les turbines presentaven la particularitat que podien treballar amb altures de salt variables, entre 30 i 70 metres; per fer-ho, només calia canviar la part mòbil de la turbina, el rodet que conté els àleps. Les turbines estaven construïdes per la casa suïssa Escher Wyss & Cie i els alternadors per General Electric. La potència de cada grup era de 12.500 cavalls treballant a 500 revolucions per minut, i la potència de l'alternador era de 7 MW. El 1920 la producció total inicial dels 4 grups era de 28 MW. Posteriorment es substituïren els rodets per un model únic, vàlid per a les diverses alçades del salt. Les turbines i alternadors actuals (2020) són essencialment els originals.
Es disposava de dos petits grups addicionals, dotats de petites turbines i reguladors d'oli, per a l'excitació dels alternadors principals.

### Producció en 1917

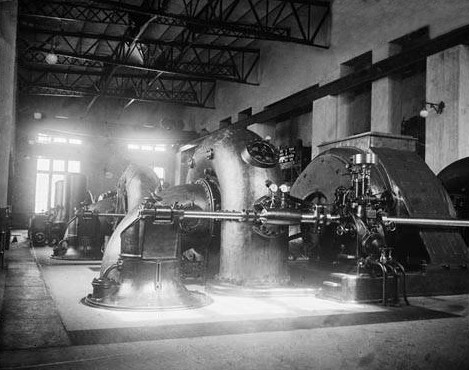
Sala de turbines, fotografia feta per Lluís Marià Vidal i Carreras

La distribució mensual de la producció, en Megawatts hora, fou la següent:

## Transformació i transport

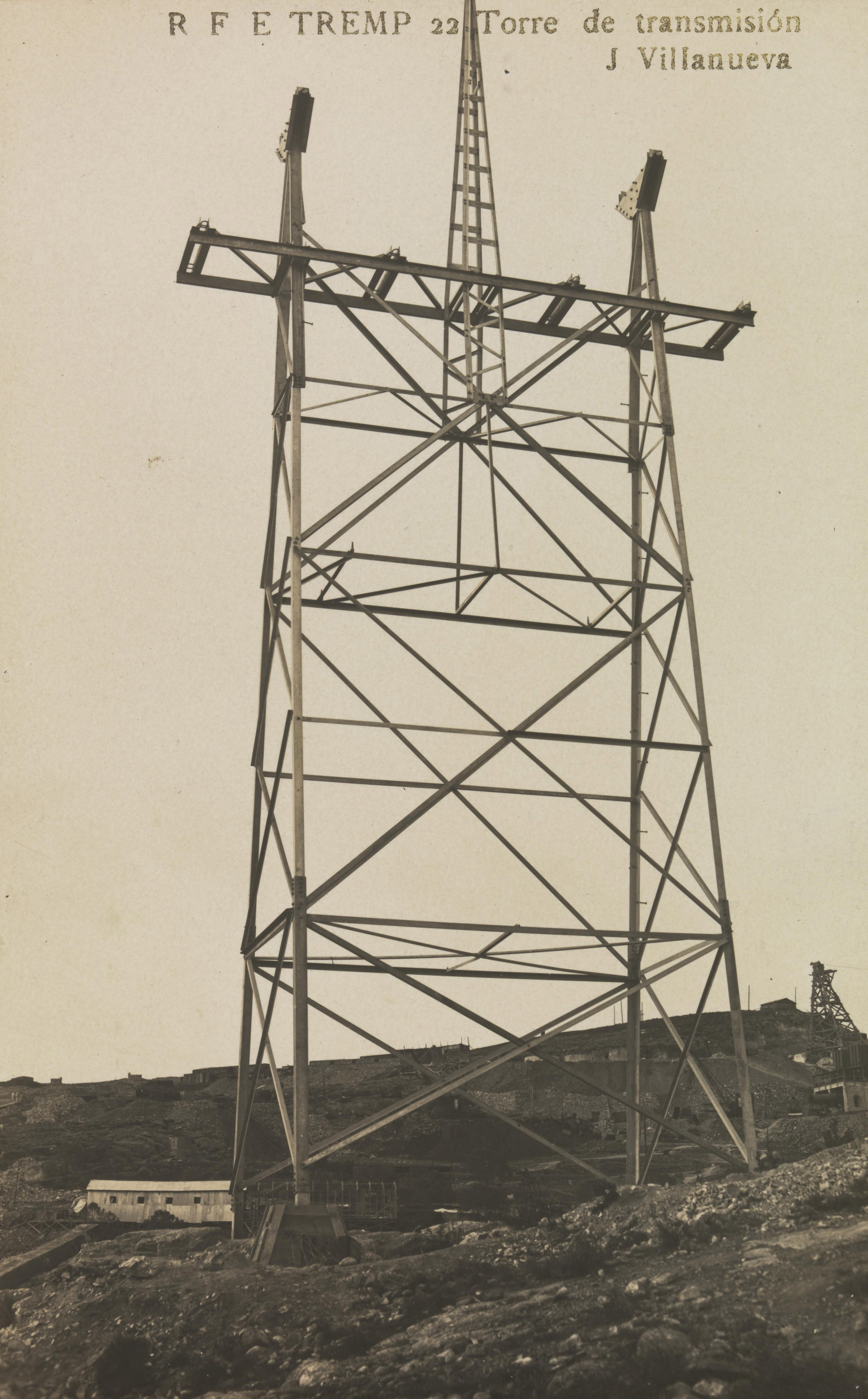
Torre de transport d'electricitat

Els transformadors es trobaven en un edifici annex al de la sala de màquines. Estaven connectats directament als alternadors i elevaven la tensió de 6.000 volts a 110.000 per a la línia de transport. Tots els components de la subestació elèctrica van ser fabricats per General Electric. Per portar l'electricitat a l'àrea de Barcelona es va construir una línia d'alta tensió que sortint de la central de Talarn baixava fins a Camarasa on s'hi unia la línia procedent de la central hidroelèctrica de Serós i seguia per Cervera, Igualada, Martorell i Sant Cugat del Vallès fins a integrar-se a Barcelona.
El 1926,anys després d'haver-se produït la integració de l'empresa Energia Elèctrica de Catalunya a Riegos y Fuerzas del Ebro, es va construir el tram de línia a 110 kV entre la central de Talarn i la subestació elèctrica construïda per Energia Elèctrica de Catalunya a la Pobla de Segur. Aquesta connexió millorava el mallat de la xarxa, permetent transportar l'energia fins a Barcelona a través de la subestació elèctrica de Collblanc, que en el seu dia havia fet Energia Elèctrica de Catalunya.

## Resum característiques i producció
|                                   | Central de Talarn                    |
| Any posada en marxa               | 1916                                 |
| Construïda per                    | Riegos y Fuerzas del Ebro            |
| Operada per                       | Endesa                               |
| Salt                              |                                      |
| Altitud                           | 444 metres                           |
| Desnivell                         | 30–70 metres                         |
| Número de canonades               | 2                                    |
| Longitud canonada forçada         | 800 metres                           |
| Diàmetre mig canonada             | 2,80 metres                          |
| Cabal màxim d'aigua               | 60 metres cúbics/segon               |
| Sala de màquines                  |                                      |
| Altitud                           | 444 metres                           |
| Nombre de grups                   | 4                                    |
| Turbines per grup                 | 2 turbines Francis d'eix horitzontal |
| Potencia instal·lada per grup (1) | 7 MW                                 |
| Potència instal·lada total (1)    | 28 MW                                |
| Producció mitja total anual.      | 128 GWh (2)                          |

(1) instal·lació original. La potència actual (2011) total és de 35,2 GW.
(2) producció actual (2011)

## Mesura d'eficiència

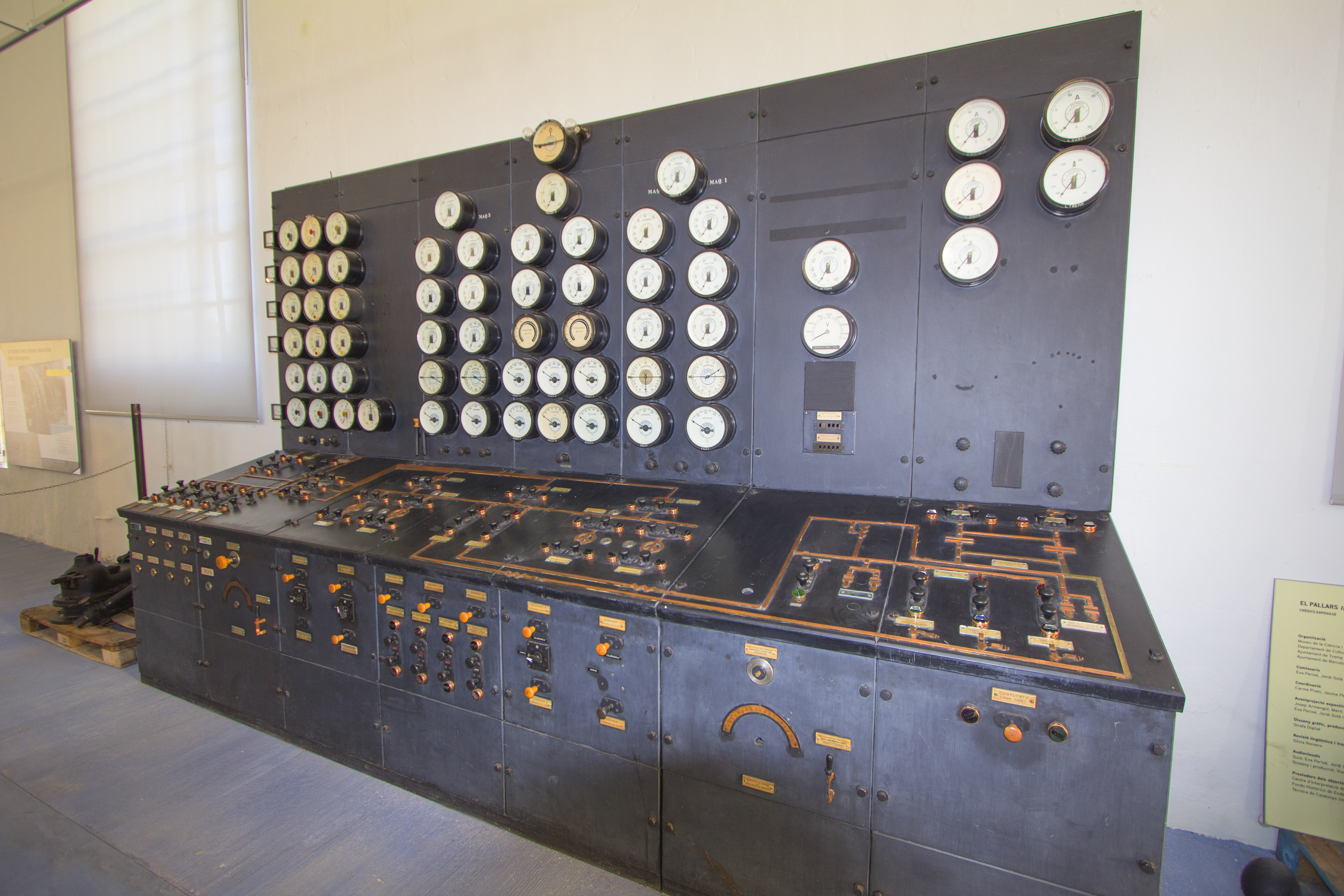
Quadre de comandament original

### Dades actuals
A partir de les dades de característiques tècniques i producció (2011) de cadascuna de la central, es poden obtenir indicadors d'eficiència.
|                        | Central Hidroelèctrica de Talarn |
| Mesures d'eficiència   |                                  |
| Potència mitjana anual | 14,61 MW                         |
| Factor de planta       | 0,4151                           |

El factor de planta proporciona un indicador de l'eficiència en la producció d'energia. La tendència en el disseny de les centrals hidroelèctriques és que operin com a plantes per pics o puntes, entrant en operació durant les hores de major demanda d'energia en el sistema elèctric. Per a això cal una gran capacitat instal·lada, atès que durant aquestes hores el sistema elèctric necessita aquesta potència. Un altre factor que afecta molt aquest indicador és la disponibilitat d'aigua, que varia segons la temporada. El factor de planta en aquesta mena de centrals tendeix a ser en una forquilla de valors de 0,25-0,17. En una central nuclear, el factor de planta pot variar entre el 0,51 (Vandellòs II el 2005) i el 0,98 (Vandellòs II el 2005). Les grosses variacions en una central nuclear provenen d'aturades de manteniment o recàrrega.

## Els canals de reg
La central de Talarn és constituí en el centre de subministrament d'aigua a la xarxa de recs construïts a través de tres canals:
- El Canal de Dalt, té el seu origen a la dreta de la resclosa del pantà de Sant Antoni, travessa de forma soterrada el poble de Talarn i arriba fins al poble de Guàrdia de Noguera. Aquest canal està alimentat per dues estacions de bombeig, una al principi i l'altra a la meitat del recorregut, al túnel al poble de Talarn. La superfície de terres de regadiu d'aquest canal és de 843,69 hectàrees.
- El Canal de Gavet, al marge esquerra de la Noguera Pallaresa. A partir del canal industrial destinat a abastir la central hidroelèctrica de Reculada, es construïren tres canals destinats específicament a rec. La superfície regada per aquests tres canals és de 385,39 hectàrees.
- Lo Canal, també al marge esquerra del riu, comença a l'estació de bombeig situada a les canonades principals que porten l'aigua des de l'embassament a la central hidroelèctrica. Aquest canal rega una superfície de 608,68 hectàrees.

Les successives empreses concessionàries, inicialment Riegos y Fuerzas del Ebro, posteriorment Forces Elèctriques de Catalunya i actualment (2020) Endesa han llogat els canals de reg als agricultors de la zona de reg.

## Danys de guerra

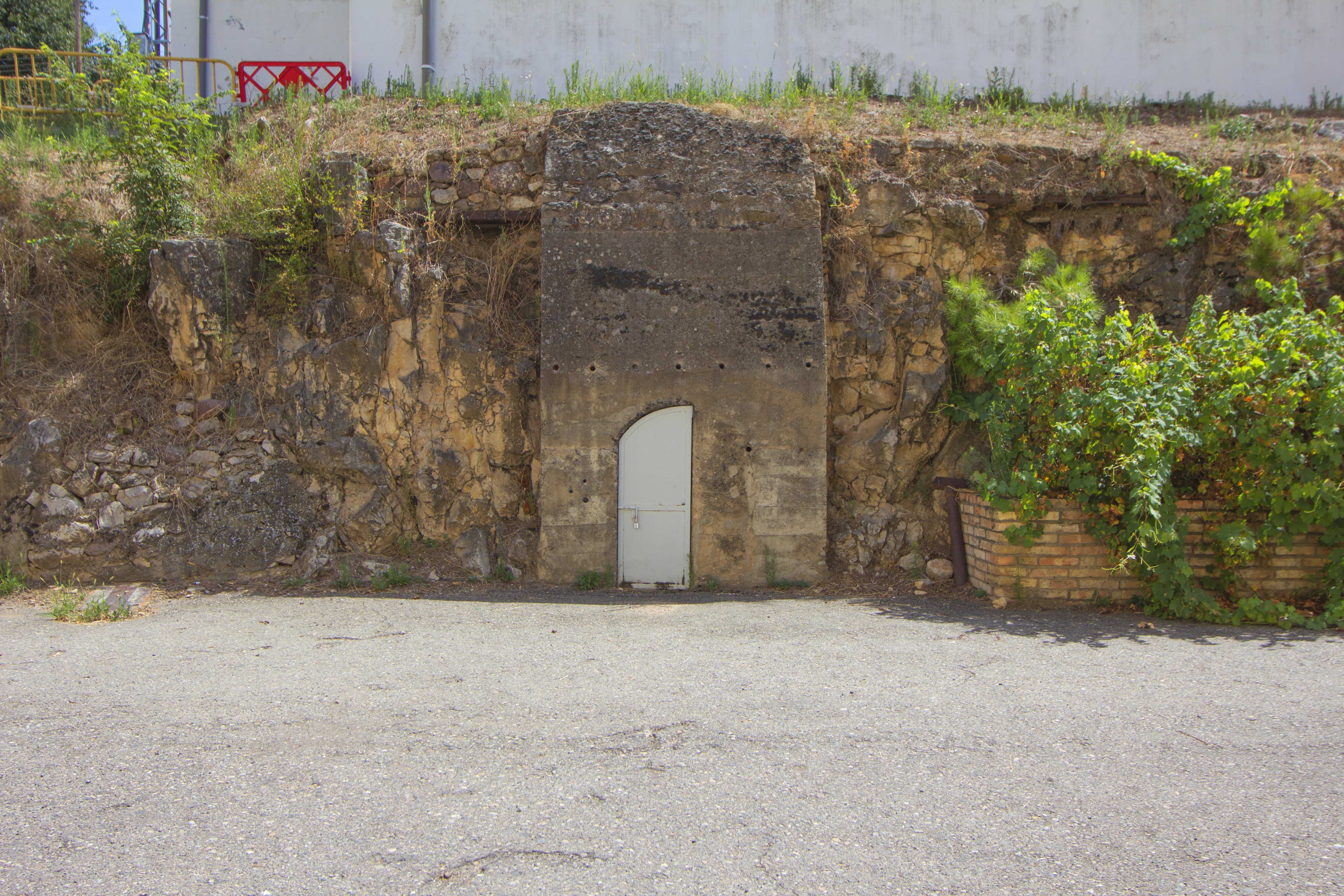
Entrada al refugi antiaeri construït a la central

### Bombardejos
Durant la guerra civil les centrals hidroelèctriques dels Pirineus van ser considerades per l'exèrcit rebel espanyol objectius militars a ser inutilitzats per aturar el subministrament elèctric a la indústria catalana, i doncs dificultar la fabricació d'armament. L'exercit republicà va dotar de defensa antiaèria la central hidroelèctrica de Talarn, i també s'hi construí un refugi antiaeri. L'aviació de la Legió Còndor, aliada als rebels espanyols, va bombardejar la central els dies 25 de març de 1937 i el 19 de gener de 1938.

### La central com arma de guerra
El 6 d'abril de 1938 les tropes franquistes ocuparen Talarn i la central hidroelèctrica. El 25 de juliol l'exercit republicà iniciarà les accions que conduirien a la batalla de l'Ebre, travessant el riu i penetrant fins a la corda de l'arc que forma el riu entre Faió i Benifallet. Per contrarestar l'ofensiva republicana de l'Ebre, l'exercit rebel provocà riuades artificials obrint les comportes dels embassaments, acció a la qual s'ha anomenat "artilleria hidràulica". El 25 de juliol de 1938 es buidà el pantà de Barasona (a Hosca, Espanya), i a la matinada del 26 s'obriren les comportes de Talarn i de Camarasa, fet que provocà una enorme riuada amb danys molt importants a nivell humà i material. En quatre hores el nivell de l'aigua arribà a pujar dos metres i mig i aïllà gairebé durant tot el dia 26 les forces d'avantguarda i les de la riba dreta de l'Ebre.

## Descoberta de fòssils
L'estiu de l'any 1916, quan es treballava en el canal de sobreeiximent, aparegueren el que semblava que eren ossos petrificats incrustats a la roca. La documentació que relata la troballa explicava que era molt difícil per extreure'ls amb èxit. El 1947, un petit equip dirigit pel professor de geologia Josep F. de Villalta de la Universitat de Barcelona va recuperar algunes de les restes que encara quedaven prop de la Presa de Talarn. En destacava un fèmur, la resta més gran de dinosaure trobada fins aleshores a Catalunya.
Amb els anys, aquell fòssil va passar a formar part de la col·lecció personal del professor Villalta que, el 1983, un cop jubilat, donà al Museu Martorell de Barcelona on quedà més o menys oblidat. L'any 2010, un equip d'investigadors, tot rebuscant dins les col·leccions del Museu Martorell van redescobrir el fòssil de Talarn, que podria pertànyer a una nova espècie desconeguda per la ciència. Actualment aquest os es conserva al Museu de Ciències Naturals de Barcelona.